# Alférez Real de los Incas

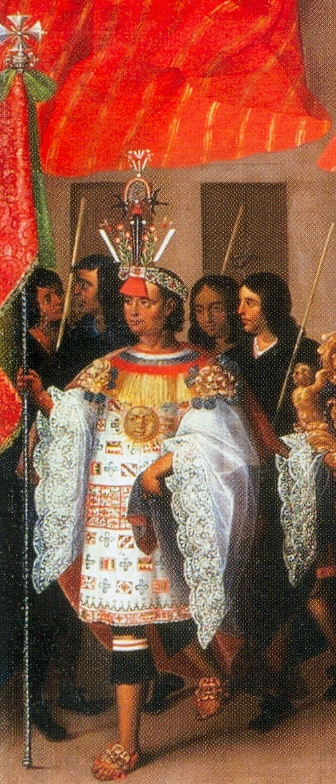
Desfile del Alférez Real de los Incas en la procesión del Corpus Christi, Cuzco.

El Alferazgo Real de Naturales, Alferazgo Real de los Incas o Alferazgo Real de Indios Nobles fue una institución virreinal creada en el Cuzco para representar a los miembros de la nobleza inca que fueron reconocidos en los 24 electores

## Origen
Se constituyó mediante Real Cédula del 9 de mayo de 1545 dada por Carlos I de España en la persona de Cristóbal Paullo Inca, como reconocimiento a su participación en la conquista del Collao y la derrota de Manco Inca. Posteriormente, obtuvieron tal honor otros descendientes del Inca Huayna Cápac, como Cayo Topa, don Felipe Cari Topa, Ynga Pascac y Guallpa Roca.
Durante la visita del virrey Toledo al Cuzco, la nobleza inca se reorganizó en doce casas (panacas o linajes) correspondientes a los doce Incas que gobernaron hasta la llegada de los españoles. Desde 1595, el juez de naturales Agustín Jara de la Cerda dispuso que cada una de estas casas estuviera representada por dos electores y todos constituirían el Cabildo de Indios Nobles, conformado por 24 electores quienes nombraban mediante sufragio a un Alférez Real para la festividad de Santiago Apóstol, patrón de España.
El alférez real salía en esta procesión, vestido a la usanza inca, con su mascapaicha, portando el estandarte real, conjuntamente con el alférez real de los españoles. Algunos de ellos aparecen representados en la famosa serie del Corpus cusqueño.

## Alféreces incas
Podemos mencionar a los siguientes miembros de la nobleza inca del Cuzco, según los años en que ocuparon el alferazgo:
- Sebastián Guambotupa (1780)
- Blas Pumaguallpa Chillitupa (1783-84 y 1795)
- Cayetano Guaman Rimachi (1785)
- Juan Guallpa (1788 y 1794)
- Diego Cusihuaman (1789)
- Marcos Guambotupa (1790)
- Toribio Tamboguacso (1791)
- Felix Tupaguaman Rimachi (1792)
- Diego Sinchiroca (1793)
- Felix Tito (1796)
- Tomás Yancca Rimachi (1797)
- Pedro Nolasco Yncaroca (1798)
- Diego Suta Yupanqui (1799)
- Santos Sicos (1800)
- Blas Pilcotupa (1801)
- Mateo Pumacahua (1802)
- Manuel Asencio Tamboguacso (1803)
- Francisco Xavier Apoquispe Amao (1804)
- Lorenzo Sinchiroca (1805)
- Juan Santos Sicos (1806)
- Gregorio Sihua (1807)
- Carlos Guambotupa (1808)
- Vicente Amau (1809)
- Agustín Guamantupa (1810)
- Mariano Tisoc Sayre Tupa (1811)
- Francisco Chillitupa (1812)
- Miguel Pillcotupa (1816)
- Cristóbal Guambotupa (1817)
- Luis Canatupa (1818)
- Melchor Guaman Rimachi (1819)
- Ignacio Yanqui Rimachi (1820)
- Matías Castro Guaypartupa (1824).